# 大眼间吸鳅
大眼间吸鳅（学名：Hemimyzon megalopseos）为辐鳍鱼纲鲤形目平鳍鳅科间吸鳅属的鱼类。在中国，分布于南盘江等。该物种的模式产地在宜良。体长可达6.1公分，生活习性不明。

## 扩展阅读
維基物種上的相關：大眼间吸鳅